# 阿芒迪娜·比沙尔
阿芒迪娜·比沙尔（法語：Amandine Buchard，1995年7月12日—），法國女子柔道運動員，她代表法國隊參加了日本舉行的2020年夏季奧林匹克運動會，並且在女子52公斤級比賽上獲得銀牌。